# Christian Krönes

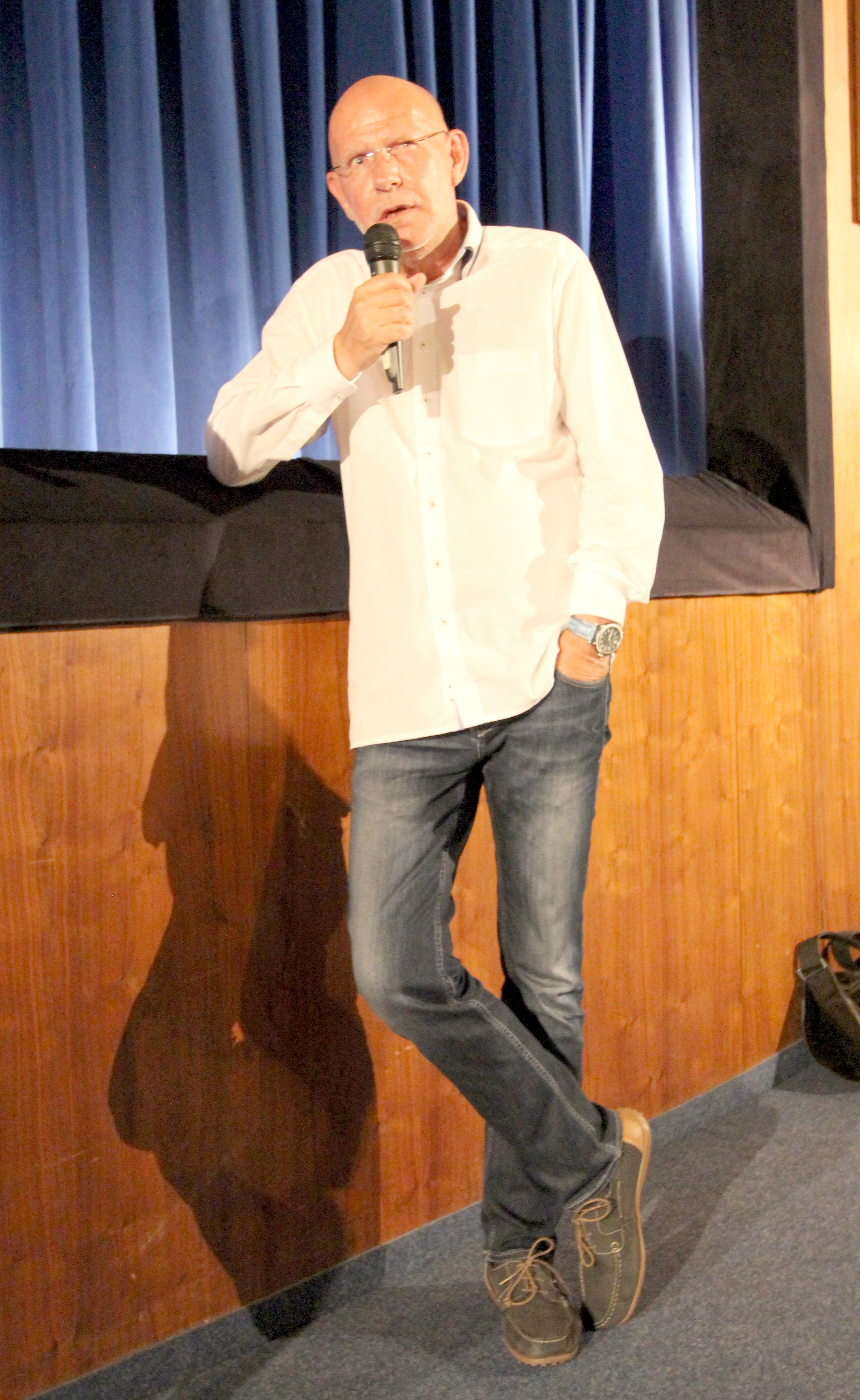
Christian Krönes im Bambi-Filmkunstkino Düsseldorf, 2018.

Christian Krönes (* 2. November 1961 in Feldkirchen in Kärnten, Österreich) ist ein österreichischer Produzent und Filmregisseur.

## Leben
Christian Krönes, geboren 1961 in Feldkirchen, studierte Drehbuch und Dramaturgie in der Abteilung Film und Fernsehen an der Universität für Musik und darstellende Kunst Wien und im IKM – Institut für Kulturmanagement und Kulturwissenschaft und hospitierte bei Vittorio Storaro und Sven Nykvist.
Nach mehrjähriger Tätigkeit als Redakteur des ORF begann Christian Krönes 1990 schließlich seine Tätigkeit für deutsche Fernsehanstalten, arbeitet in den folgenden Jahren als internationaler Korrespondent für renommierte TV-Sender und übernimmt den Aufbau einer Medienagentur in Wien. In dieser Zeit entstanden viele gesellschaftspolitische Reportagen aus allen Erdteilen für öffentlich-rechtliche und private europäische Fernsehanstalten. Er ist seit 2006 Executive Producer, Director bei Blackbox Film & Media und arbeitet als Filmproduzent im Managing Partner Media TV. Außerdem arbeitete er in der FWG GmbH, Co (Regie, Co – Writer Consultant), Frames Filmproduktion (Feature Autor und Korrespondent arte), Media TV (Filmproduktion), Chefredakteur der Vienna News International GmbH, Redakteur im Auftrag von RTL, DW-TV, SF-DRS, Spiegel TV, Sat.1, Pro 7, RAI, NOS Redakteur und Korrespondent im Auftrag von DW-TV, Tele 5, Sat1, Redakteur ORF.
Aus einem ersten gemeinsamen Filmprojekt mit Sir Peter Ustinov entwickelte sich eine Freundschaft und mehrjährige künstlerische Zusammenarbeit bei Fernseh- und Bühnenproduktionen. Sir Peters Wunsch folgend engagierte sich Christian Krönes auch in der Ustinov Foundation, ist als Berater und Manager von Sir Peter Ustinov – bis zu dessen Tod 2004 – tätig und entscheidend am Aufbau des Sir Peter Ustinov Lehrstuhls für Vorurteilsforschung beteiligt.

## Filmografie (Auswahl)
- A Boy's Life – Kind Nummer B2826  (Dokumentarfilm 2023, gemeinsam mit Florian Weigensamer)[3]
- Welcome to Sodom – Dein Smartphone ist schon hier (Dokumentarfilm, 96 Min. Blackboxfilm & Medienproduktion GmbH)
- Ein deutsches Leben (Dokumentarfilm, 113 Min. Blackboxfilm & Medienproduktion GmbH)
- "Ich kam immer damit durch ..." (Dokumentarfilm, Blackboxfilm & Medienproduktion GmbH in Koproduktion mit dem BMUKK)
- Gola Zareen – Die Welt in einem Ball (Dokumentarfilm, ORF, WDR, Al Jazeera und andere)
- Schönbrunn – Quelle der Schönheit (Dokumentarfilm, ORF – Universum, arte)
- Eine Flüchtlingsgeschichte (TV-Dokumentarfilm, Spiegel TV, Deutsche Welle TV, ORF, NOS, RAI)
- Frankenstein (Making-Of im Auftrag von Hallmark Entertainment)
- Dämonen des Donners (Pilotfilm, ORF – Universum)
- Die Mayerling-Tragödie (Doku-Drama nach historischen Fakten, Studio Hamburg, RTL)
- Passage to Paradise (TV-Dokumentarfilm, Spiegel TV, RAI, Deutsche Welle TV, PRO7, Sat.1)
- Mission Impossible (TV-Dokumentation, Deutsche Welle TV, RTL, RAI)
- Stille Nacht (TV-Report, arte)
- Tänze mit Tigern (TV-Report, arte)
- Kobe – Der große Kanto (Fernsehbericht, ORF, DRS, RTL, Deutsche Welle TV)